# Indos (Inde)
Pour les articles homonymes, voir Indos.

Dans la mythologie grecque, Indos est un héros autochtone, ancêtre des Indiens. Il est tué par Zeus durant la guerre des Indes de Dionysos.

## Source
- Nonnos de Panopolis, Dionysiaques [détail des éditions] [lire en ligne], XVIII, 271.